# حقوق الادعاء وحقوق الحرية
يميز بعض الفلاسفة وعلماء العلوم السياسية ما بين حقوق الادعاء وحقوق الحرية. فـ حق الادعاء هو الحق الذي يستتبع مسؤوليات أو واجبات أو التزامات من جانب الأطراف الأخرى تجاه صاحب الحق. على النقيض من ذلك، فإن حقوق الحرية هو الحق الذي لا يستتبعه التزامات من جانب الأطراف الأخرى، ولكنها تستتبع بدلاً من ذلك حرية أو رخصة لصالح صاحب الحق. ولقد نشأ التمييز بين هذين المعنيين من «الحقوق» في تحليل القانوني الأمريكي ويسلي نيوكوب هوفيلد لهذين المعنيين في عمله الإبداعي مفاهيم قانونية أساسية، حسب تطبيقها في الاجتهادات القضائية والمقالات القانونية الأخرى.
إن حق الادعاء وحق الحرية حقان متعارضان مع بعضهما البعض: فالشخص الذي لديه حق الحرية مسموح له بفعل شيء ما فقط إذا كان هذا الفعل ما لم يكن هناك شخص آخر لديه حق ادعاء يمنعه من القيام بهذا الفعل؛ وبالمثل، فإذا كان لشخص حق ادعاء ضد شخص آخر، فحرية هذا الآخر تكون قاصرة. ويرجع ذلك إلى أن المفاهيم الدلالية للالتزامات والرخص هي قوانين دي مورجان الثنائية; فالشخص مسموح له بفعل كل الأشياء وفقط الأشياء التي لا يلزمه الامتناع عنها، ويلزمه القيام بكل الأشياء وفقط الأشياء التي لم يسمح له بالامتناع عنها.

## نظرة عامة
يتألف حق حرية الشخص في س من حريته في فعل س أو امتلاكه، بينما يتألف حق الشخص في ادعاء س في الالتزام تجاه الآخرين للسماح له أو تمكينه من القيام بـ س أو امتلاكه. فعلى سبيل المثال، لتأكيد حق الحرية بالنسبة لـحرية التعبير عن الرأي فإن هذا يعد تأكيدًا بحيازتك رخصة للتحدث بحرية؛ وهذا يعني أنك لا تفعل شيئًا خطئًا عند الحديث بحرية. لكن حق الحرية لا يستتبع بذاته أنه يلزم الآخرون مساعدتك في إيصال ما تريد قوله أو حتى أنهم سيكونون مخطئين إذا ما منعوك من الحديث بحرية. فقولك ما تريد يعد تأكيدًا لـ حق الادعاء في حرية التعبير عن الرأي؛ ولتأكيد أن الآخرين ملزمون بالامتناع عن (ممنوعين) من الحيلولة بينك وبين أن تعبر عن رأيك بحرية (أي أنهم سيكونون مخطئين إن فعلوا ذلك) أو أنهم حتى ملزمون بمساعدتك في جهودك للتواصل (أي سيكون من الخطأ أن يرفضوا المساعدة). وبالعكس، لا تستتبع حقوق الادعاء حقوق الحرية؛ فعلى سبيل المثال لا تمنع قوانين حظر عدالة الأمن الأهلي (إقامة حق ادعاء قانون لتكون حرًا بموجبه) بموجب تلك القوانين أو تبيح جميع الأفعال التي قد يمنعها التطبيق العنيف لتلك القوانين.
ولتوضيح الأمر، يكون العالم الذي يشتمل فقط على حقوق حرية، دون حقوق ادعاء، حسب التعريف الحرفي، عالمًا مسموح فيه بكل شيء ولا يحظر فيه القيام بأي فعل أو سهو؛ حيث لا يمكن لشخص أن يدعي بحق أنه قد ظلم أو تم تجاهله. وبالعكس، فإن العالم الذي يشتمل فقط على حقوق ادعاء دون حقوق حرية، يكون عالمًا لا يوجد فيه شيء مباح فقط، ولكن جميع الأفعال إما قسرية أو محظورة. فتأكيد أن الناس يتمتعون بحق ادعاء الحرية - أي أن الناس لا يلزمهم فقط الامتناع عن منع بعضهم البعض من فعل أشياء مباحة، فحقوق حريتهم محدودة فقط بالالتزام باحترام حرية الآخرين - هو المحور الأساسي لنظريات ليبرالية العدالة.

## حقوق الدرجة الثانية
تضمن التحليل الأصلي لهوفيلد نوعين من الحقوق: بجانب حقوق الادعاء (أو حقيقة الحقوق) والحريات (أو الميزات), أسماهما السلطات والامتيازات. ويشير المصطلحان الاثنان في تحليل هوفيلد، السلطات والامتيازات، إلى حقوق وادعاءات، على التوالي، من الدرجة الثانية. فالسلطات هي حقوق الحرية المتعلقة بتعديل حقوق الدرجة الأولى، فعلى سبيل المثال، الكونغرس الأمريكي يتمتع بسلطات معينة لتعديل بعض الحقوق القانونية للمواطنين الأمريكيين، بنفس كيفية قدرته على فرض أو إلغاء واجبات قانونية. وبالعكس، فإن الامتيازات هي حقوق ادعاء تتعلق بتعديل الحقوق من الدرجة الأولى، فعلى سبيل المثال، يتمتع المواطنون الأمريكيون، بموجب الدستور الأمريكي، بامتيازات معينة تحد من السلطات الإيجابية للكونغرس الأمريكي لتعديل حقوقهم القانونية. وبهذا فإنه غالبًا ما قام المؤلفون فيما بعد بتصنيف الامتيازات والسلطات في إطار الادعاءات والحريات، أو تم جمعهم في مجموعات واحدة في «الحقوق النشطة» (الحريات والسلطات) و«الحقوق السلبية» (الادعاءات والامتيازات).
يمكن استخدام هذه الأنواع المختلفة من الحقوق كوحدات أساسية لتفسير الأمور المعقدة نسبيًا مثل شيء مملوك. فعلى سبيل المثال، يمكن اعتبار حق استخدام الكمبيوتر المملوك للشخص كأنه حق حرية، ولكن يمتك الشخص حق السلطة للسماح لشخص آخر باستخدام جهازه (منح لهم حق حرية)، ويمتلك أيضًا حق ادعاء ضد الآخرين ممن يستخدمون الكمبيوتر، وذلك، قد تتمتع بـ حقوق امتياز تحمي ادعاءاتك وحرياتك المتعلقة بهذا الجهاز.

## وصلات خارجية
- The Form of Rights: The Hohfeldian Analytical System, Rights section 2.1, Stanford Encyclopedia of Philosophy
- Claim Rights & Liberty Rights, Human Rights section 3b, Internet Encyclopedia of Philosophy
- The Difference Between a Right and Liberty, Professor William E. May